# Herrezuelo
Herrezuelo es una localidad y entidad local menor española del municipio de Anaya de Alba, en la provincia de Salamanca, comunidad autónoma de  Castilla y León. Se integra dentro de la comarca de la Tierra de Alba y pertenece al partido judicial de Salamanca.

## Toponimia
Su nombre deriva de Ferrezuelo, denominación con la que venía registrado en el siglo XIII.

## Historia
La fundación de Herrezuelo se remonta a la Edad Media, obedeciendo a las repoblaciones efectuadas por los reyes leoneses en la Alta Edad Media, que lo ubicaron en el cuarto de Cantalberque de la jurisdicción de Alba de Tormes, dentro del Reino de León, denominándose en el siglo XIII Ferrezuelo.
Con la creación de las actuales provincias en 1833, Herrezuelo, aún como municipio independiente, quedó encuadrado en la provincia de Salamanca, dentro de la Región Leonesa.
Finalmente, en torno a 1850, el hasta entonces municipio de Herrezuelo quedó integrado en el de Anaya de Alba, al que pertenece actualmente.

## Demografía
En 2017 Herrezuelo contaba con una población de 35 habitantes, de los cuales 21 eran varones y 14 mujeres (INE 2017).
| Gráfica de evolución demográfica de Herrezuelo entre 2000 y 2017                         |
|                                                                                          |
| Fuente: Instituto Nacional de Estadística de España - Elaboración gráfica por Wikipedia. |